# 합천 해인사 홍제암 사명대사탑 및 석장비
합천 해인사 홍제암 사명대사탑 및 석장비(陜川 海印寺 弘濟庵 四溟大師塔 및 石藏碑)는 경상남도 합천군 가야면, 해인사에 있는 조선시대의 탑이다. 2000년 9월 28일 대한민국의 보물 제1301호로 지정되었다.

## 개요
해인사 홍제암에 있는 사명대사의 탑 및 비(碑)이다. 사명대사는 임진왜란(1592)과 정유재란 때 승병장으로서 큰 공을 세운 승려로, 이곳 홍제암은 사명대사가 수도하다가 세상을 떠난 곳이다. 홍제암이라는 암자 이름은 사명대사 입적 후 광해군이 내린 ‘자통홍제존자’라는 시호에서 따온 것이다.
홍제암의 북동쪽 약 20m 지점의 산기슭에 자리잡고 있는 사명대사탑은 조선 후기를 대표할 수 있는 거대한 종 모양의 탑으로, 당당한 형태와 조형미를 보여주고 있다. 기단은 하나의 돌로 2단을 이루었는데, 아랫단은 사각형이고 윗단은 둥근 형태를 보이고 있으며, 그 위에 종 모양의 몸돌을 올려놓은 모습이다. 탑의 꼭대기에는 연꽃 봉오리 모양의 보주(寶珠)를 올려 놓았다.
사명대사 석장비는 대사의 일대기를 기록한 비석으로, 광해군 4년(1612)에 세웠으며 『홍길동전』을 지은 허균이 비문을 지었다. 일제강점기(1943년), 비문의 내용이 민족혼을 불러일으킬 우려가 있다 하여 일본인 합천 경찰서장이 네조각으로 깨뜨린 것을 1958년에 다시 접합하여 세웠다. 이 석장비는 현존하는 사명대사비 가운데 가장 먼저 건립되었으며, 문장이 매우 빼어날 뿐 아니라 비문에 대사의 행적이 비교적 소상하게 적혀 있어 역사적인 가치도 높다.
사명대사의 탑과 석장비는 본래 하나의 짝을 이루고 있던 것으로, 이러한 형식은 신라시대 이래의 전통이 계승되고 있다는 점에서 학문적인 의의가 있다.

## 같이 보기
- 합천 해인사 홍제암
- 유정 (승려)

## 참고 자료
- 합천 해인사 홍제암 사명대사탑 및 석장비 - 국가유산청 국가유산포털